# Wielkopole
Wielkopole [pronunciación en polaco: /vjɛlkɔˈpɔlɛ/] es un pueblo ubicado en el distrito administrativo de Gmina Ręczno, dentro del Distrito de Piotrków, Voivodato de Łódź, en Polonia central. Se encuentra aproximadamente a 4 kilómetros al norte de Ręczno, a 25 kilómetros al sureste de Piotrków Trybunalski, y a 69 kilómetros al sureste de la capital regional Łódź.